# Happy
«Happy» — перший сингл другого студійного альбому британської співачки Леони Льюїс — «Echo» (2009). У США пісня вийшла 15 вересня 2009, в Ірландії — 6 листопада 2009, у Британії — 8 листопада 2009. Пісня написана Леоною Льюїс, Еваном Богартом та Раяном Теддером; спродюсована Раяном Теддером. Музичне відео зрежисерував Джейк Нава; прем'єра музичного відео відбулась 17 жовтня 2009. Пісня досягла 2 місця британського чарту UK Singles Chart і 31 місця американського чарту Billboard Hot 100. Сингл отримав срібну сертифікацію від британської компанії BPI.

## Виконання вживу
6 вересня 2009 пісня вперше потрапила на ефір радіо через радіостанцію The Radio 1 Chart Show. 16 вересня Льюїс виконала пісню у четвертому сезоні реаліті-шоу America's Got Talent, а 17 вересня — на концерті VH1 Divas. 8 листопада співачка заспівала «Happy» на шоу The X-Factor, а 9 листопада — на шоу The Paul O'Grady Show. 24 жовтня пісня була виконана на швейцарському шоу Benissimo, а 25 жовтня — на данському шоу Life4You. В Швеції 29 жовтня Льюїс виконала пісню в програмі Breast Cancer Pink Ribbon Gala. 5 листопада Льюїс також виступила з піснею «Happy» на церемонії нагородження 2009 MTV Europe Music Awards. 17 листопада сингл був виконаний під час шоу Dancing with the Stars, а 19 листопада під час ток-шоу The Ellen DeGeneres Show. 1 грудня 2009 пісня транслювалася під час показу мод 2009 Victoria's Secret Fashion Show.

## Музичне відео
Музичне відео зрежисерував Джейк Нава. Зйомки проходили на Кубі 29 вересня 2009. Прем'єра музичного відео відбулась 17 жовтня 2009 на каналі The Box.
Відеокліп показує історії Льюїс, яка закохалась у хлопця, котрий був небайдужий до неї, проте в результаті одружуються з іншою.

## Список пісень
Версія цифрового завантаження для Британії
1. "Happy" — 4:02
2. "Happy" (ремікс Джейсона Невіса) — 4:19

Версія CD для Австралії/Європи/Британії (88697574692)
1. "Happy" (Леона Льюїс, Ryan Tedder, Evan Bogart) — 4:02
2. "Let It Rain" (Леона Льюїс, John Shanks, Danielle Brisebois) — 3:42

Цифровий міні-альбом для Європи
1. "Happy" — 4:01
2. "Let It Rain" — 3:42
3. "Happy" (ремікс Джейсона Невіса) — 4:19
4. "Happy" (кліп) — 3:58

Версія CD для Японії (BVCP40163)
1. "Happy" — 4:02
2. "Let It Rain" — 3:42
3. "Fly Here Now"
4. "Happy" (ремікс Джейсона Невіса)

Офіційні ремікси
1. Ремікс Джейсона Невіса[4]

## Чарти
Сингл «Happy» дебютував на 50 місце чарту Billboard Hot 100, продаючи за перші два дні опісля релізу 36,000 копій. Станом на 11 листопада було продано 49,000 копій. Пісня почала поступово знижуватись у позиціях на чарті, проте після офіційного виходу альбому «Echo» сингл досяг 31 місця. Пісня дебютувала на 22 місце американського чарту Billboard Hot Digital Songs, на 40 місце чарту Billboard Pop Songs і на 15 місце чарту Canadian Hot 100.
Пісня дебютувала на 25 місце шведського чарту, а наступного тижня досягла 11 місця. В австралійському чарті ARIA Singles Chart сингл дебютував на 44 позицію, проте наступного тижня значно опустився і вийшов із чарту. Через два тижня пісня знову увійшла до чарту і посіла 26 місце. Пісня «Happy» досягнула 74 місця нідерландського чарту Dutch Single Top 100, 35 місця на чарті Нової Зеландії і 7 місця на японському чарті Japan Hot 100.
| Чарт (2009)                               | Місце |
| ----------------------------------------- | ----- |
| Australia (ARIA)                          | 26    |
| Austria (Ö3 Austria Top 40)               | 2     |
| Belgium (Ultratip Flanders)               | 6     |
| Belgium (Ultratop Wallonia)               | 21    |
| Canada (Canadian Hot 100)                 | 15    |
| Czech Republic (IFPI)                     | 11    |
| Denmark (IFPI)                            | 25    |
| Netherlands (Mega Single Top 100)         | 74    |
| European Hot 100 Singles                  | 3     |
| Germany (Media Control Charts)            | 3     |
| Ireland (Irish Singles Chart)             | 3     |
| Japan (Japan Hot 100)                     | 6     |
| New Zealand (RIANZ)                       | 20    |
| Norway (VG-lista)                         | 17    |
| Spain (PROMUSICAE)                        | 14    |
| Sweden (Sverigetopplistan)                | 11    |
| Switzerland (Media Control Charts)        | 4     |
| UK Singles (The Official Charts Company)  | 2     |
| UK Download (The Official Charts Company) | 2     |
| UK R&B (The Official Charts Company)      | 2     |
| US Billboard Hot 100                      | 31    |
| US Billboard Mainstream Top 40            | 32    |

Річні чарти
| Чарт (2009)                              | Місце |
| ---------------------------------------- | ----- |
| Hungary (Single Top 40)                  | 133   |
| UK Singles (The Official Charts Company) | 83    |
| Чарт (2010)                              | Місце |
| European Hot 100 Singles                 | 61    |

## Продажі
10 листопада, через два дні після офіційного релізу, на території Британії було продано 36,000 копій. 11 листопада в Британії було продано 49,000. 7 січня 2010 пісня «Happy» отримала срібну сертифікацію від BPI, продаючи 200,000 копій.
| Країна         | Сертифікація (таблиця продажів та сертифікатів) | Продажі  |
| -------------- | ----------------------------------------------- | -------- |
| Канада (CRIA)  | Золото                                          | +40,000  |
| Британія (BPI) | Срібло                                          | +200,000 |

## Історія релізів
| Регіон    | Дата              | Формат               | Лейбл                    |
| --------- | ----------------- | -------------------- | ------------------------ |
| Британія  | 6 вересня 2009    | Радіо                | Syco Music               |
| Мексика   | 14 вересня 2009   | Цифрове завантаження | Sony Music Entertainment |
| США       | 15 вересня 2009   | Цифрове завантаження | J Records                |
| США       | 21 вересня 2009   | Airplay              | J Records                |
| Німеччина | 6 листопада 2009  | CD-сингл             | Sony Music Entertainment |
| Мексика   | 6 листопада 2009  | CD-сингл             | Sony Music Entertainment |
| Британія  | 8 листопада 2009  | Цифрове завантаження | Syco Music               |
| Британія  | 9 листопада 2009  | CD                   | Syco Music               |
| Гонконг   | 9 листопада 2009  | CD                   | Sony Music Entertainment |
| Японія    | 11 листопада 2009 | CD                   | Sony Music Japan         |